# Бецинген
Бецинген (њем. Bötzingen) општина је у њемачкој савезној држави Баден-Виртемберг. Једно је од 50 општинских средишта округа Брајсгау-Хохшварцвалд. Према процјени из 2010. у општини је живјело 5.257 становника. Посједује регионалну шифру (AGS) 8315013.

## Географски и демографски подаци
Бецинген се налази у савезној држави Баден-Виртемберг у округу Брајсгау-Хохшварцвалд. Општина се налази на надморској висини од 192 метра. Површина општине износи 13,0 km². У самом мјесту је, према процјени из 2010. године, живјело 5.257 становника. Просјечна густина становништва износи 405 становника/km².

## Међународна сарадња
| Мјесто | Држава     | Врста сарадње | Од    |
| ------ | ---------- | ------------- | ----- |
|        | Француска  | контакт       | 2000. |
|        | Швајцарска | контакт       | 2000. |
| Извор  |            |               |       |